# Argyrophorodes
Argyrophorodes és un gènere d'arnes de la família Crambidae.

## Taxonomia
- Argyrophorodes angolensis Agassiz, 2012 (de Angola, Congo i Zàmbia)
- Argyrophorodes anosibalis  Marion, 1957 (de Madagascar)
- Argyrophorodes catalalis  (Marion & Viette, 1956) (de Madagascar)
- Argyrophorodes dubiefalis  Viette, 1978 (de Madagascar)
- Argyrophorodes grisealis  Marion, 1957 (de Madagascar)
- Argyrophorodes hydrocampalis  Marion, 1957 (de Madagascar)
- Argyrophorodes suttoni 	Agassiz, 2012 (de Congo)